# Джигерджи, Толга
Толга Джигерджи (тур. и нем. Tolga Ciğerci; род. 23 марта 1992 года, Норденхам, Германия) — турецкий и немецкий футболист, полузащитник клуба «Анкарагюджю» и сборной Турции.

## Клубная карьера
Толга Джигерджи, родившийся в Германии, начинал свою карьеру футболиста в немецком клубе «Вольфсбург», выступая за его резервную команду в Региональной лиге «Север». 28 ноября 2010 года он дебютировал в немецкой Бундеслиге, выйдя в основном составе в гостевом поединке против «Кёльна». В начале 2012 года Толга на правах аренды перешёл в другой клуб Бундеслиги «Боруссию» из Мёнхенгладбаха. 6 декабря 2012 года он отметился забитым мячом в Лиге Европы, открыв счёт в гостевой игре с турецким «Фенербахче». В начале сезона 2013/14 Толга стал игроком берлинской «Герты», также находясь в аренде. 8 декабря 2013 года он забил свой первый гол в рамках Бундеслиги, увеличив преимущество своей команды в гостевом поединке против брауншвейгского «Айнтрахта».
В начале августа 2016 года Толга Джигерджи перешёл в турецкий «Галатасарай». Уже 13 августа Толга выиграл с «Галатасараем» Суперкубок Турции, причём реализовал решающий пенальти.

## Международная карьера
6 октября 2016 года Толга сыграл первый матч в сборной Турции, выйдя на замену после первого тайма в матче против сборной Украины.

## Достижения
«Вольфсбург»
- Чемпион Германии (до 19 лет): 2010/11

«Галатасарай»
- Чемпион Турции: 2017/18
- Обладатель Суперкубка Турции: 2016

## Личная жизнь
Младший брат полузащитник Толджай (род. 1995) тоже учился в академии «Вольфсбурга», затем играл за «Гамбург», с января 2017 года числится в составе «Гройтера».